# 1004 Belopolskya
1004 Belopolskya este o planetă minoră (asteroid), cu un diametru de 71,6 km, din centura de asteroizi. A fost descoperită pe 5 septembrie 1923 la Simeiizka observatoria⁠(d) de Serghei Beliavski și a fost numită după Aristarh Apollonovici Belopolski⁠(d). 
Obiectul prezintă o orbită caracterizată de o semiaxă mare de 3,4030832 UAi, o excentricitate de 0,086839, o înclinație de 2,97856 ° în raport cu ecliptica.